# 耶塞尼克縣

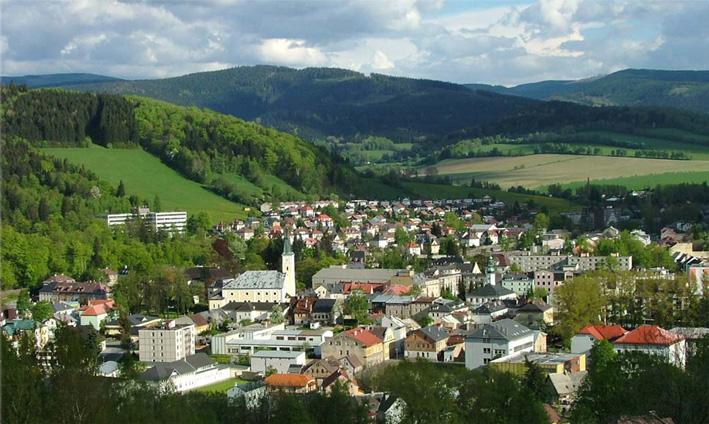

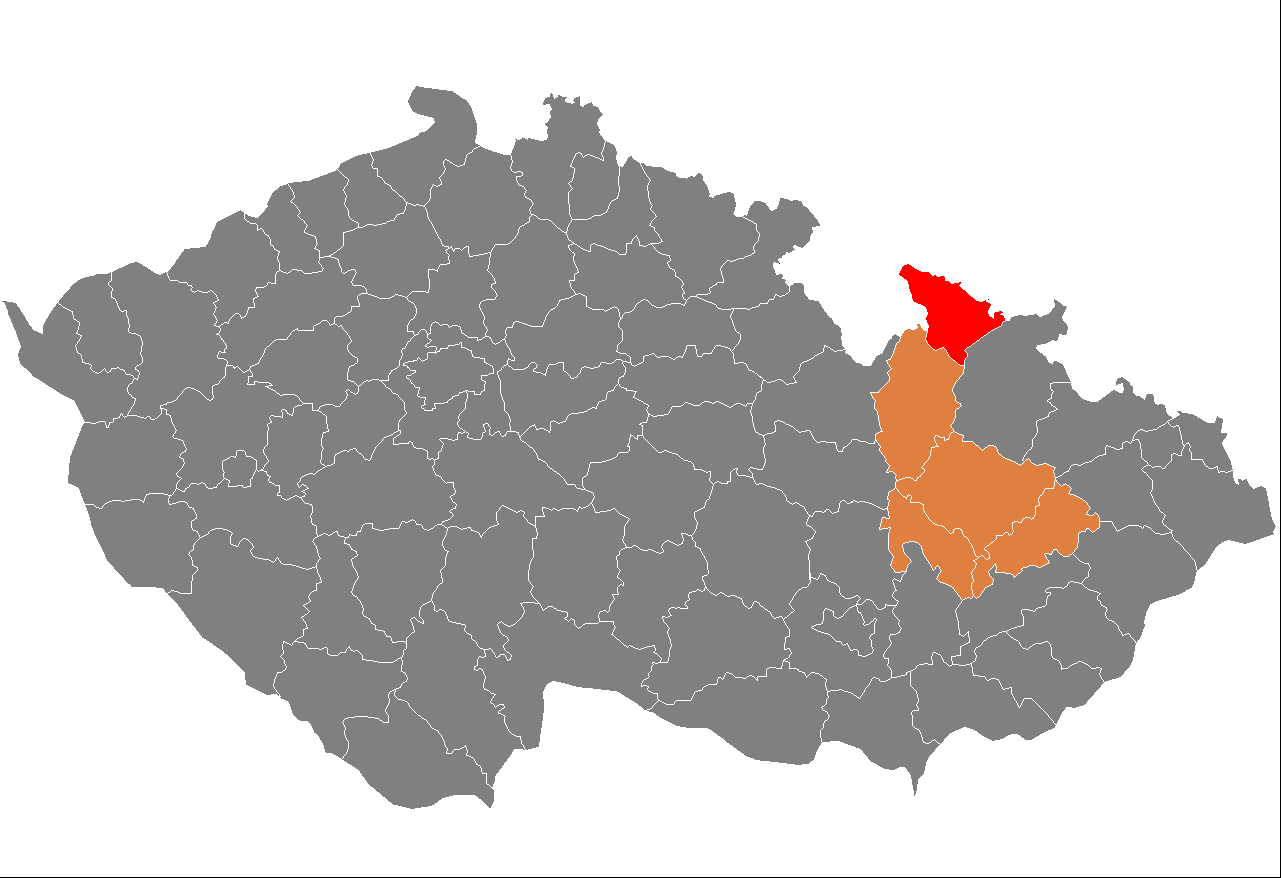

50°13′48″N 17°12′16″E / 50.23000°N 17.20444°E
耶塞尼克縣（捷克語：Okres Jeseník），是捷克的縣份，位於該國東北部，由奧洛穆茨州負責管轄，首府設於耶塞尼克，面積719平方公里，2007年人口41,891，人口密度每平方公里58人。